# Ädelost
Ädelost (ou nobleost, « fromage noble » en français) est un fromage à pâte persillée suédois, élaboré à partir de lait de vache pasteurisé.